# Glaucocharis exsectella
Glaucocharis exsectella  (лат.) — вид чешуекрылых насекомых из семейства огнёвок-травянок. Распространён в Хабаровском и Приморском краях, Амурской области и Японии. Размах крыльев 13—14,5 мм. Передние крылья матово-белые с жёлто-коричневой краевой и срединной линиями и дискальным пятном. Задние крылья блестящие, жёлто-белые. Бахрома бабочек беловато-жёлтая.